# Шатлен, Жан-Жак
Жан-Жак Шатлен (фр. Jean-Jacques Châtelain; 1736—1822) — швейцарский ботаник и политический деятель.

## Биография
Жан-Жак Шатлен родился 15 февраля 1736 года на территории швейцарского кантона Берн. Отец, Жан-Жак Шатлен, был членом парламента кантона Берн, мать — Роза Шифей.
Шатлен вёл переписку с известным учёным Альбрехтом фон Галлером. Он изучал медицину и биологию в Базельском университете, в 1760 году защитил докторскую диссертацию, посвящённую орхидее ладьяну. Занимался врачеванием в Париже и Монпелье, затем переехал в Ла-Нёввиль. С 1789 по 1798 и с 1814 по 1817 Шатлен был мэром Ла-Нёввиля.
Жан-Жак Шатлен умер 2 марта 1822 года.
Несколько гербарных образцов, собранных Шатленом во время путешествия по Альпам в 1760 году, хранятся в Парижском музее естественной истории (P).

## Некоторые научные работы
- Châtelain, J.J. (1760). Specimen inaugurale de Corallorhiza. 15 p.